# Spiculopteragia mathevossjani
Spiculopteragia mathevossjani är en rundmaskart. Spiculopteragia mathevossjani ingår i släktet Spiculopteragia, och familjen Trichostrongylidae. Arten är reproducerande i Sverige.